# Hippoporina aulacomyae
Hippoporina aulacomyae är en mossdjursart som beskrevs av Lopez Gappa 1981. Hippoporina aulacomyae ingår i släktet Hippoporina och familjen Bitectiporidae. Inga underarter finns listade i Catalogue of Life.